# Liste von Vereinen in Wuppertal
Die Liste von Vereinen in Wuppertal enthält Vereine in Wuppertal, die von der Stadt Wuppertal als erwähnenswert beziehungsweise relevant angesehen werden. Die Liste erhebt kein Anspruch auf Vollständigkeit beziehungsweise will sie auch gar nicht erreichen. 

## Liste der Vereine

### Briefmarken- und Münzsammelvereine
- Philatelistische Sammler-Gemeinschaft e. V. Wuppertal-Elberfeld
- Postwertzeichen Wuppertal e. V.

### Bürgerschaftliches Engagement & Stadtentwicklung
- Wuppertalbewegung e. V.
- Wuppertal-Achse

### Bürgervereine
- Stadtverband der Bürger- und Bezirksvereine Wuppertal
- Bürger- und Bezirksverein Barmen-Mitte e. V.
- Nordstädter Bürgerverein Barmen e. V., siehe Nordpark (Wuppertal)
- Bürger- und Heimatverein Wuppertal-Beyenburg
- Cronenberger Heimat- und Bürgerverein e. V.
- Bürgerverein Dönberg e. V.
- Bürgerverein der Elberfelder Südstadt e. V.
- Bürgerverein Hatzfeld e. V.
- Bezirksverein Heckinghausen e. V.
- Heidter Bürgerverein e. V.
- Bürgerverein Kothener Freunde e. V.
- Bürgerverein Küllenhahn e. V.
- Bürgerverein Langerfeld e. V.
- Bürgerverein NaturLandschaftSchutz Deilbachtal e. V.
- Ronsdorfer Heimat- und Bürgerverein e. V.
- Rotter Bürgerverein 1902 e. V.
- Bürgerverein Uellendahl e. V.
- Unterbarmer Bürgerverein
- Initiative Friedrichstrasse e. V.
- Sudbürger e. V.

### Freundeskreise der Partnerstädte
- Städtepartnerschaftsverein Wuppertal-Matagalpa
- Der Grüne Weg e. V.
- Freundeskreis Beer Sheva e. V.

### Chöre, Gesang- und Musikvereine
- Wuppertaler Kurrende e. V.
- Bergische Kantorei Wuppertal
- Chor der Konzertgesellschaft Wuppertal
- Kantorei Barmen-Gemarke
- Der Wupperchor
- Kammerchor Elberfeld
- Pro Musica Ronsdorf
- Wuppertaler Kammerchor
- Harmonie-Liederfreund 1908
- Heinrich-Schütz-Kantorei
- „Get the Spirit“ Gospelchor Dönberg
- Vocal im Tal
- Sängerhain Sudberg
- Spell ’88
- Showchortaler
- Sonnborn Gospelsingers
- Gospelchor „Joyful Voices“ im Verein Dreiklang – Kirchenmusik in Wuppertal e. V.
- Kantorei im Verein Dreiklang – Kirchenmusik in Wuppertal e. V.
- Colourful Grace
- Konzertchor der Volksbühne Wuppertal
- Kammerchor NovaAntiqua e. V.

#### Kinder- und Jugendchöre
- Wuppertaler Kurrende, Knabenchor

#### Männerchöre
- MGV Bracken
- M.G.V. Cäcilia 1868 Barmen e. V.
- Bergischer Männerchor Ronsdorf 1951 e. V.

#### Musikvereine
- Wupper-Musik-Corps 1986 e. V.
- Instrumental-Verein Wuppertal e. V.
- Bergische Gesellschaft für Neue Musik e. V. (BeGNM)
- Villakkordeon e. V. Wuppertal
- Das Wuppertaler Saxophonorchester e. V. Sax for Fun
- BAGPIPE COMPANY – Pipes & Drums e. V.

#### Sonstige Chöre
- Posaunenchor Wuppertal-Cronenberg
- Posaunenchor Ronsdorf
- Bläserkreis im Verein Dreiklang – Kirchenmusik in Wuppertal e. V.

### Haus-, Grund- und Mietervereine

#### Mietervereine
- Mieterverein Wuppertal und Umgebung e. V. Deutscher Mieterbund

#### Haus und Grund
- Haus- und Grund Wuppertal und Umland
- Haus- und Grund Wuppertal und Umgebung
- Verband Privater Bauherren e. V.

### Historisch tätige Vereine
- Bergischer Geschichtsverein
- Rheinischer Verein für Denkmalpflege und Landschaftsschutz e. V. (RVDL)
- Bergischer Verein für Familienkunde
- Bergische Museumsbahnen e. V., siehe Bergisches Straßenbahnmuseum
- Förderverein Konsumgenossenschaft Vorwärts Münzstraße e. V., siehe Konsumgenossenschaft Vorwärts
- Förderverein Manuelskotten e. V., siehe Manuelskotten

### Internationale Service Clubs

#### Lions-Clubs
- Lions-Club Wuppertal-Mitte
- Lions Club Wuppertal Corona

#### Rotary-Clubs
- Rotaract-Club Wuppertal Jugendorganisation von Rotary

### Jugendvereine

#### Pfadfinder
- Bund europäischer Pfadfinder, Lichtstafette Wuppertal
- Freie Pfadfinderschaft Schwalben
- Kreuzpfadfinderbund Wuppertal (KPF)
- Bund der Pfadfinderinnen und Pfadfinder e. V. Stamm Wichmarinchusen
- Verband Christlicher Pfadfinderinnen und Pfadfinder

#### Sport und Spiel
- Sport- und Spielgemeinschaft Ronsdorf e. V.

#### Jugendverbände
- Jugendring Wuppertal e. V.
- Arbeiter-Samariter-Jugend
- Deutsches Jugendrotkreuz Wuppertal
- SJD – Die Falken Wuppertal

#### CVJM
- CVJM-Westbund – Geschäftsführender Verein e. V.
- CVJM Kreisverband Wuppertal
- CVJM Elberfeld e. V.
- CVJM Adlerbrücke e. V.
- CVJM Heckinghausen e. V.
- CVJM Oberbarmen e. V.

### Karnevalsvereine
- Ka.Ge. Hohenstein
- K.G.Rot-Blaue Funken Wuppertal gegr. 2008

### Kinderbetreuung
- Wuppertaler Wühlmäuse e. V.
- IG Hochschulkindergarten Wuppertal e. V.

### Kleingartenvereine
- Kreisverband der Kleingärtner e. V. Wuppertal
- Kleingärtnerverein Schellenbeck Nord e. V.
- Kleingartenverein Riescheid-Ost e. V.
- Kleingärtnerverein Dahls-Hain e. V.

### Kulturvereine

#### Kunst und Musik
- Trägerverein Immanuelskirche e. V., siehe Immanuelskirche
- Kulturgemeinde Volksbühne Wuppertal
- regioArte vor Ort e. V.
- Hebebühne e. V. Verein für Kunst und Kultur
- Bandfabrik Kultur am Rand e. V., siehe Kulturzentrum Bandfabrik

#### Ethnische Kulturförderung
- Deutsch-Amerikanische Gesellschaft Bergisch Land e. V.
- Russisches Kulturzentrum Applaus e. V.

### Logen und Gesellschaften

#### Gesellschaften
- Deutsch-Amerikanische Gesellschaft Bergisch Land e. V.

### Marketingvereine

#### Elberfeld
- Interessengemeinschaft Wuppertal 1

#### Vohwinkel
- Aktion V, Werbegemeinschaft Vohwinkel e. V.
- Arbeitsgemeinschaft Vohwinkeler Vereine e. V.

#### Cronenberg
- W.i.C. – Wir in Cronenberg e. V.

#### Wuppertal
- FounderBC

### Motorradvereine
- Feuerstuhl & Windsandale
- Motorrad-Veteranen-Freunde Wuppertal-Vohwinkel

### Soziale Vereine
- Arbeiter-Samariter-Bund
- Sozial Sponsoring Wuppertal
- Tacheles e. V.
- Arbeitslosenhilfe Wuppertal e. V.
- alpha e. V.
- Marer 112 e. V.
- UNESCO-Club Wuppertal e. V.
- AIDS-Hilfe Wuppertal e. V.
- Agape Force e. V.
- Malteser Hilfsdienst e. V.
- VdK Sozialverband – Ortsverband Wuppertal-Cronenberg
- Sozialdienst katholischer Frauen e. V. Wuppertal
- Elternverein-Bergisches-Land
- Initiative für krebskranke Kinder e. V. Wuppertal
- Palliativ Netzwerk Wuppertal e. V.
- VdK Sozialverband – Ortsverband Wuppertal-Wichlinghausen

#### Wohlfahrtspflege
- Arbeiterwohlfahrt Kreisverband Wuppertal e. V.
- Caritas in Wuppertal
- Deutsches Rotes Kreuz
- Der Paritätische Wohlfahrtsverband Kreisgruppe Wuppertal
- Diakonie Elberfeld

#### Behinderte
- Club Behinderter und ihrer Freunde Wuppertal e. V.
- Behindert – na und?
- Pro Mobil, Verein für Menschen mit Behinderung e. V.

#### Suchthilfen
- Beratungsstelle für Drogenprobleme e. V.
- Freundes- und Förderkreis Suchtkrankenhilfe e. V.

### Sportvereine

#### Aerobic
- Allgemeiner Sportverein (ASV) e. V.
- Anadolu Wuppertal e. V.
- Barmer Turnverein (BTV) 1846 e. V.
- Bergischer Turnverein 1892 Ronsdorf-Graben e. V.
- Nützenberger Turn- und Spielverein 1962 e. V.
- Sport- und Spielgemeinschaft Ronsdorf e. V.
- SV 1910 Jägerhaus Linde e. V.
- Turn- und Spielverein Fortuna Wuppertal e. V.
- Turn- und Spielverein 1899 Wuppertal e. V.
- TV Beyeroehde 1893 e. V.
- TV Grünental 1927 e. V.
- Vohwinkeler STV 1865/80 e. V.

#### Aikido
- SC Nippon Wuppertal e. V.

#### Angeln/Sportfischen
- Angelsportgemeinschaft „Steinbeißer“ e. V.
- Bergischer Fischerei-Verein 1889 e. V.
- Eisenbahner Sportverein (ESV) Wuppertal ost 1926 e. V.
- Sport-Angler-Verein Wuppertal-Ost e. V.
- Sportfischer Gemeinschaft 1963 e. V.

#### Badminton
- Barmer Turnverein (BTV) 1846 e. V.
- Bergischer Turnverein 1892 Ronsdorf-Graben e. V.
- Cronenberger Badminton Club e. V.
- Elberfelder Turngemeinde (ETG) 1847 e. V.
- Post- und Telekom-SV Wuppertal e. V.
- SSV Germania 1900 e. V.
- Sport- und Spielgemeinschaft Ronsdorf e. V.
- SV 1910 Jägerhaus Linde e. V.
- Turn- und Spielverein Fortuna Wuppertal e. V.
- Turn- und Spielverein Grün-Weiß Wuppertal 89/02 e. V.
- TuS Rot-Weiß Wuppertal 1885 e. V.
- TV Friesen Wuppertal 1884 e. V.
- TV Uellendahl e. V.
- Versehrtensportgemeinschaft Wuppertal 1945 e. V.
- Vohwinkeler STV 1865/80 e. V.
- Wuppertaler Fechtclub 1883 e. V.

#### Baseball
- Sportverein Bayer Wuppertal e. V.

#### Basketball
- Allgemeiner Sportverein (ASV) e. V.
- Barmer Turnverein (BTV) 1846 e. V.
- Bergischer Turnverein 1892 Ronsdorf-Graben e. V.
- Kult-Sport-Wuppertal e. V.
- Sport- und Spielgemeinschaft Ronsdorf e. V.
- Turn- und Spielverein Grün-Weiß Wuppertal 89/02 e. V.
- Vohwinkeler STV 1865/80 e. V.

#### Billard
- Billard Sportverein Wuppertal 1929 e. V. (vormals: Barmer-Billard-Freunde-1999-Pool e. V.)
- Hahnerberger Billard-Löwen e. V.
- PBC Wuppertal-Nord/Gelbe 1 e. V.

#### Bogenschießen
- DJK-JBC-Wuppertal e. V.
- Eisenbahner Sportverein (ESV) Wuppertal West 1926 e. V.
- Sport- und Spielgemeinschaft Ronsdorf e. V.

#### Boule
- Vohwinkeler STV 1865/80 e. V.

#### Boxen
- Allgemeiner Sportverein (ASV) e. V.
- Boxing-Sport-Union Wuppertal e. V.
- Wuppertaler SV e. V.

#### Dart
- DC Nordstadt e. V.
- Schuetzengemeinschaft Elberfeld 1830 e. V.

#### Drachenboot
- TV Beyeroehde 1893 e. V.
- Verein für Kanusport Wuppertal e. V.

#### Faustball
- Barmer Turnverein (BTV) 1846 e. V.
- Eisenbahner Sportverein (ESV) Wuppertal West 1926 e. V.

#### Fechten
- Wuppertaler Fechtclub 1883 e. V.

#### Fußball
- Allgemeiner Sportverein (ASV) e. V.
- Anadolu Wuppertal e. V.
- Arrenberger TV 1883 Wuppertal
- Ballspielverein 1885 Wuppertal e. V.
- Barmer Turnverein (BTV) 1846 e. V.
- Cronenberger Sportclub 02 e. V.
- C.S.I. Milano Wuppertal e. V.
- CVJM Beckacker e. V.
- FSV Vohwinkel 48 e. V.
- Nützenberger Turn- und Spielverein 1962 e. V.
- Privatliga Bergisch-Land Nord/Nordost e. V.
- Sportfreunde Wichlinghausen e. V.
- SSV Germania 1900 e. V.
- SC Viktoria Rott 89 e. V.
- Sportclub Sonnborn 07 e. V.
- Sportfreunde Dönberg 1927 e. V.
- Sportfreunde Schwarz-Weiß Wuppertal e. V.
- Sportgemeinschaft Bornberg 1971 e. V.
- SSV 07 Wuppertal-Sudberg e. V.
- Sportverein Bayer Wuppertal e. V.
- SV 1910 Jägerhaus Linde e. V.
- TSV Einigkeit Dornap 1900 e. V.
- TSV Fortuna Wuppertal
- TSV Schöller 61 e. V.
- TSV Union Wuppertal e. V.
- Turn- und Spielverein Fortuna Wuppertal e. V.
- Turn- und Spielverein Grün-Weiß Wuppertal 89/02 e. V.
- TuS Rot-Weiß Wuppertal 1885 e. V.
- TuS Unitas Wuppertal 1920 e. V.
- Wuppertaler SV e. V.

#### Gewichtheben
- Kraftsportverein 1896 Wuppertal e. V.
- Sportverein Bayer Wuppertal e. V.

#### Golf
- Golfclub Bergisch Land Wuppertal e. V.

#### Gymnastik und Fitness
- Allgemeiner Sportverein (ASV) e. V.
- Arrenberger TV 1883 Wuppertal e. V.
- Barmer Turngemeinde 1863 e. V.
- Barmer Turnverein (BTV) 1846 e. V.
- Bergischer Turnverein 1892 ronsdorf-Graben e. V.
- Cronenberger Sportclub 02 e. V.
- Cronenberger Turngemeinde (CTG) v. 1880 e. V.
- Damensportverein 82 e. V.
- Elberfelder Turnerbund (ETB) 1881 e. V.
- Elberfelder Turngemeinde (ETG) 1847 e. V.
- Eisenbahner Sportverein (ESV) Wuppertal West 1926 e. V.
- Eisenbahner Sportverein (ESV) Wuppertal Ost 1926 e. V.
- Hatzfelder Turnverein (HTV) 1896 Wuppertal e. V.
- Kampfkunstschile Jin Long e. V.
- Kraftsportverein 1896 Wuppertal e. V.
- Männer Turnverein 1861 Elberfeld e. V.
- Neuenhauser Turnverein 1877 Wuppertal-Cronenberg e. V.
- Nützenberger Turn- und Spielverein e. V.
- Oberbarmer Turnerbund (OTB) 1888 e. V.
- Radclub Gut Freund 1910 e. V.
- Ski-Club Cronenberg 1929 e. V.
- SSV Germania 1900 e. V.
- Sportclub Sonnborn 07 e. V.
- Sportfreunde Dönberg 1927 e. V.
- Sportfreunde Schwarz-Weiß Wuppertal e. V.
- Sport- und Spielgemeinschaft Ronsdorf e. V.
- SSV 07 Wuppertal-Sudberg e. V.
- Sportverein Bayer Wuppertal e. V.
- SV Carl-Duisberg-Gymnasium e. V.
- TSV Einigkeit Dornap 1900 e. V.
- TSV Schöller 61 e. V.
- Turn- und Spielverein Fortuna Wuppertal e. V.
- Turn- und Spielverein Grün-Weiß Wuppertal 89/02 e. V.
- Turn- und Spielverein 1899 Wuppertal e. V.
- TuS Rot-Weiß Wuppertal 1885 e. V.
- TV Beyeroehde 1893 e. V.
- TV Friesen 1884 e. V.
- TV Liegnitzer Str. 1980 e. V.
- TV Uellendahl e. V.
- Vohwinkeler STV 1865/80 e. V.
- SC Nippon Wuppertal e. V.
- Wuppertaler Tennis-Club e. V.
- Wuppertaler SV e. V.

#### Handball
- Allgemeiner Sportverein (ASV) e. V.
- Barmer Turngemeinde 1863 e. V.
- Barmer Turnverein (BTV) 1846 e. V.
- Cronenberger Turngemeinde (CTG) v. 1880 e. V.
- Männer Turnverein 1861 Elberfeld e. V.
- SV Carl-Duisberg-Gymnasium e. V.
- Turn- und Spielverein Grün-Weiß Wuppertal 89/02 e. V.
- TV Beyeroehde 1893 e. V.
- TV Friesen 1884 e. V.
- Vohwinkeler STV 1865/80 e. V.
- Wuppertaler SV e. V.

#### Hockey
- Elberfelder Turngemeinde (ETG) 1847 e. V.
- Hockeyclub Gold-Weiss Wuppertal 1920 e. V.

#### Inlineskating / Nordic Blading
- Bergischer Turnverein 1892 Ronsdorf-Graben e. V.
- Ski-Club Cronenberg 1929 e. V.
- Sport- und Spielgemeinschaft Ronsdorf e. V.

#### Jiu Jitsu
- Eisenbahner Sportverein (ESV) Wuppertal West 1926 e. V.
- Judo-Club Wuppertal e. V.
- Kampfkunstschule Jin Long e. V.
- Schule für Kampfkunst e. V.
- Vohwinkeler STV 1865/80 e. V.
- SC Nippon Wuppertal e. V.

#### Kanu
- Eisenbahner Sportverein (ESV) Wuppertal Ost 1926 e. V.
- Kanusport-Gemeinschaft Wuppertal e. V.
- Verein für Kanusport Wuppertal e. V.
- Wuppertaler Kanu-Club e. V.

#### Karate und Kendo
- Karate-Dojo Wuppertal e. V.
- SSV Germania 1900 e. V.
- TSV Einigkeit Dornap 1900 e. V.
- SC Nippon Wuppertal e. V.

#### Kegeln
- Eisenbahner Sportverein (ESV) Wuppertal West 1926 e. V.
- TV Friesen 1884 e. V.
- Versehrtensportgemeinschaft Wuppertal 1945 e. V.
- Wuppertaler Sportkegler e. V.

#### Kickboxen
- Boxing-Sport-Union Wuppertal e. V.
- Kampfkunstschule Jin Long e. V.
- TSV Schöller 61 e. V.

#### Leichtathletik
- Barmer Turnverein (BTV) 1846 e. V.
- Gehörlosen-Sportverein (GSV) Wuppertal 1903 e. V.
- Leichtathletik-Club Wuppertal (LCW) e. V.
- TV Friesen 1884 e. V.
- Vohwinkeler STV 1865/80 e. V.
- Wuppertaler SV e. V.

#### Luftsport
- Sportverein Bayer Wuppertal e. V.

#### Motorsport
- Bergischer Motor-Club im ADAC e. V.
- Renngemeinschaft Wuppertal e. V. im ADAC

#### Nordic Walking
- Barmer Turngemeinde 1863 e. V.
- Gehörlosen-Sportverein (GSV) Wuppertal 1903 e. V.
- Nützenberger Turn- und Spielverein 1962 e. V.
- Ski-Club Cronenberg 1929 e. V.
- SSV Germania 1900 e. V.
- Sport- und Spielgemeinschaft Ronsdorf e. V.
- Sportverein Bayer Wuppertal e. V.
- Turn- und Spielverein 1899 Wuppertal e. V.
- TV Friesen 1884 e. V.
- Versehrtensportgemeinschaft Wuppertal 1945 e. V.

#### Prellball
- Barmer Turngemeinde 1863 e. V.
- Barmer Turnverein (BTV) 1846 e. V.
- Hatzfelder Turnverein (HTV) 1896 Wuppertal e. V.
- Oberbarmer Turnerbund 1888 e. V.
- Turn- und Spielverein Grün-Weiß Wuppertal 89/02 e. V.
- Versehrtensportgemeinschaft Wuppertal 1945 e. V.

#### Qi Gong
- Judo-Club Wuppertal e. V.
- Kampfkunstschule Jin Long e. V.
- SC Nippon Wuppertal e. V.

#### Reiten
- Akademischer Reitverein (ARV) e. V.
- Reitclub Steinberg e. V.
- Reitschule Birkenhof e. V.
- Reitverein Sudberg e. V.
- Wuppertaler Ponyfreunde e. V.
- Wuppertaler Reit- und Fahrverein e. V.

#### Rhönrad
- Bergischer Turnverein 1892 e. V. Ronsdorf-Graben
- Vohwinkeler STV 1865/80 e. V.

#### Rollkunstlauf/Rollhockey/X-liden
- Barmer Turnverein (BTV) 1846 e. V.
- Rollschuhclub Cronenberg (RSC) e. V.
- Sport- und Spielgemeinschaft Ronsdorf e. V.

#### Schach
- Elberfelder Schachgesellschaft 1851 e. V.
- Ronsdorfer Schachverein e. V.
- Stiftung Bahn-Sozialwerk-Schachgruppe Wuppertal e. V.

#### Schießen
- Cronenberger Schützenverein 1836 e. V.
- Nordstädter Schützenverein 1927 e. V.
- Schießsportverein Tescher Höhe 1956 e. V.
- Schützengemeinschaft Elberfeld 1830 e. V.
- Schützengesellschaft Vohwinkel 1904 e. V.
- Sportverein Bayer Wuppertal e. V.
- Vorderlader Sportschützen Wuppertal 1970 e. V.
- Wuppertaler Sportschützen e. V.

#### Schwimmen
- Allgemeiner Sportverein (ASV) e. V.
- Bergischer Turnverein e. V. Ronsdorf-Graben
- Deutsche Lebens-Rettungs-Gesellschaft (DLRG) Bezirk Wuppertal e. V.
- Elberfelder Turngemeinde (ETG) 1847 e. V.
- Eisenbahner Sportverein (ESV) Wuppertal Ost 1926 e. V.
- Freie Schwimmer 07 Wuppertal e. V.
- Marer 112 e. V.
- Nächstebrecker Turnverein (NTV) 1890 e. V.
- Schwimm-Sport-Club Hellas Wuppertal von 1891 e. V.
- Sport- und Spielgemeinschaft Ronsdorf e. V.
- Sportverein Bayer Wuppertal e. V.
- Turn- und Spielverein Fortuna Wuppertal e. V.
- TV Beyeroehde 1893 e. V.
- TV Uellendahl e. V.
- Versehrtensportgemeinschaft Wuppertal 1945 e. V.
- Vohwinkeler STV 1865/80 e. V.
- Wasserfreunde Wuppertal 1883 e. V.

#### Segeln
- Bergischer Segel-Verein 88 e. V.
- CVJM Wuppertal-Sonnborn e. V.
- Segler-Vereinigung Wuppertal e. V.
- Yacht-Club-Wuppertal-Hitdorf e. V.
- Studentische Segelvereinigung Wuppertal e. V.

#### Ski/Snowboard/Skibob
- Barmer Turnverein (BTV) 1846 e. V.
- Deutscher Alpenverein (DAV) Sektion Wuppertal e. V.
- Skibob-Club-Wuppertal e. V.
- Ski-Club Cronenberg 1929 e. V.

#### Squash
- Rainbow Squash Club Wuppertal 1980 e. V.

#### Taekwondo
- Barmer Turnverein (BTV) 1846 e. V.
- Budo Center Wuppertal e. V.
- Elberfelder Turngemeinde (ETG) 1847 e. V.
- Sportverein Bayer Wuppertal e. V.
- Taekwondo Sportschule Wuppertal e. V.
- Wuppertaler Tiger e. V. (Vollkontakt Taekwondo)
- Taekwondo Center Wuppertal e. V.

#### Tanz
- Allgemeiner Sportverein (ASV) e. V.
- Anadolu Wuppertal e. V.
- Barmer Turnverein (BTV) 1846 e. V.
- Nächstebrecker Turnverein (NTV) 1890 e. V.
- Neuenhauser Turnverein 1877 Wuppertal-Cronenberg e. V.
- SSV Germania 1900 e. V.
- Sportverein Bayer Wuppertal e. V.
- Turn- und Spielverein Fortuna Wuppertal e. V.
- TV Friesen 1884 e. V.
- Vohwinkeler STV 1865/80 e. V.

#### Tauchen
- Marer 112 e. V.
- Schwimm-Sport-Club Hellas Wuppertal von 1891 e. V.
- Sporttaucher Wuppertal e. V.
- Sport- und Spielgemeinschaft Ronsdorf e. V.
- Sportverein Bayer Wuppertal e. V.
- Tauchen & Freizeit Pinguine e. V.
- Tauch- und Schwimmverein TC Meeresauge e. V.

#### Tennis
- Allgemeiner Sportverein (ASV) e. V.
- Barmer Tennisclub 1893 e. V., Wuppertal
- Elberfelder Tennisclub e. V.
- Eisenbahner Sportverein (ESV) Wuppertal West 1926 e. V.
- Nächstebrecker Turnverein (NTV) 1890 e. V.
- Sportverein Bayer Wuppertal e. V.
- Tennisclub Dönberg e. V.
- Tennis Club Blau Weiss 1926 e. V.
- Tennisclub Gold-Weiss Wuppertal 1920 e. V.
- Tennisclub Grün-Weiss Elberfeld e. V.
- Tennisclub Küllenhahn von 1982 e. V.
- Tennisclub Nocken 2000 e. V.
- Tennisclub Phönix 01 e. V.
- Tennisclub Rot-Gold Wuppertal e. V.
- Tennisclub Uellendahl e. V.
- Tennisclub Weiss-Blau Bemberg e. V.
- Tennisgemeinschaft Schwarz-Gold Wuppertal e. V.
- Turn- und Spielverein Fortuna Wuppertal e. V.
- Unterbarmer Tennisclub e. V.
- Vohwinkeler STV 1865/80 e. V.
- Wasserfreunde Wuppertal 1883 e. V.
- Wuppertaler Tennis-Club e. V.

#### Tischtennis
- Allgemeiner Sportverein (ASV) e. V.
- Barmer Tennisclub 1893 e. V., Wuppertal
- Barmer Turnverein (BTV) 1846 e. V.
- Bergischer Turnverein 1892 e. V. Ronsdorf Graben
- Cronenberger Turngemeinde (CTG) v. 1880 e. V.
- CVJM Ronsdorf e. V.
- CVJM Sonnborn e. V.
- Elberfelder Turnerbund (ETB) 1881 e. V.
- Eisenbahner Sportverein (ESV) Wuppertal West 1926 e. V.
- Erster Sportverein Wuppertal Ost 1940/1998 e. V.
- Hatzfelder Turnverein (HTV) 1896 Wuppertal e. V.
- SSV Germania 1900 e. V.
- Sportfreunde Dönberg 1927 e. V.
- Sportverein Bayer Wuppertal e. V.
- Tennisclub Gold-Weiss Wuppertal 1920 e. V.[1]
- Tischtennisclub Wuppertal e. V.
- TSV Einigkeit Dornap 1900 e. V.
- Tischtennisverein Ronsdorf e. V.
- Turn- und Spielverein Fortuna Wuppertal e. V.
- Turn- und Spielverein Grün-Weiß Wuppertal 89/02 e. V.
- TV Beyeroehde 1893 e. V.
- TV Grünental 1927 e. V.
- TV Uellendahl e. V.
- Versehrtensportgemeinschaft Wuppertal 1945 e. V.

#### Trampolin
- Bergischer Turnverein 1892 e. V. Ronsdorf-Graben
- Hatzfelder Turnverein (HTV) 1896 Wuppertal e. V.
- Sport- und Spielgemeinschaft Ronsdorf e. V.

#### Volleyball
- Allgemeiner Sportverein (ASV) e. V.
- Arrenberger TV 1883 Wuppertal
- Barmer Turngemeinde 1863 e. V.
- Bergischer Turnverein 1892 e. V. Ronsdorf-Graben
- CVJM Beckacker e. V.
- CVJM Ronsdorf e. V.
- Elberfelder Turnerbund (ETB) 1881 e. V.
- Hatzfelder Turnverein (HTV) 1896 Wuppertal e. V.
- Neuenhauser Turnverein (1877) Wuppertal-Cronenberg e. V.
- Nützenberger Turn- und Spielverein 1962 e. V.
- Schwimm-Sport-Club Hellas Wuppertal von 1891 e. V.
- SSV Germania 1900 e. V.
- Sportfreunde Dönberg 1927 e. V.
- Sportverein der ev.-freikirchlichen Gemeinde Wuppertal-Barmen e. V.
- Sportverein Bayer Wuppertal e. V.
- SV Carl-Duisberg-Gymnasium e. V.
- SV 1910 Jägerhaus Line e. V.
- Turn- und Spielverein Fortuna Wuppertal e. V.
- Turn- und Spielverein Grün-Weiß Wuppertal 89/02 e. V.
- Turn- und Spielverein 1899 Wuppertal e. V.
- TV Uellendahl e. V.
- Vohwinkeler STV 1865/80 e. V.

#### Wandern
- CVJM Wuppertal-Sonnborn e. V.
- Deutscher Alpenverein (DAV) Sektion Wuppertal e. V.
- Deutscher Alpenverein (DAV) Sektion Barmen e. V.
- Hatzfelder Turnverein (HTV) 1896 Wuppertal e. V.
- Neuenhauser Turnverein 1877 Wuppertal-Cronenberg e. V.
- Oberbarmer Turnerbund 1888 e. V.
- Sauerländischer Gebirgsverein Abteilung Wuppertal e. V.
- Turn- und Spielverein Grün-Weiß Wuppertal 89/02 e. V.
- TV Grünental 1927 e. V.

#### Wasserball
- Freie Schwimmer 07 Wuppertal e. V.
- Schwimm-Sport-Club Hellas Wuppertal von 1891 e. V.
- Wasserfreunde Wuppertal 1883 e. V.

#### Yoga
- Barmer Turnverein (BTV) 1846 e. V.
- Bergischer Turnverein 1892 Ronsdorf Graben e. V.
- SSV Germania 1900 e. V.
- Sportverein Bayer Wuppertal e. V.

### Studentische Vereinigungen
- Christliche Studentenverbindung Unitas Hildburghausen zu Wuppertal
- WTALumni e. V.
- bdvb Hochschulgruppe Wuppertal

### Tier- und Tierschutzvereine

#### Tierschutz und Tiererhaltung
- Tierschutzverein Wuppertal e. V. und Tierheim
- Katzenschutzbund e. V. Wuppertal
- Tiere in Not Hilden – Wuppertal e. V.
- Gesellschaft für Aquarien- und Terrarienkunde Wuppertal
- Igelschutz-Interessengemeinschaft e. V.
- Tierhilfe Licht im Dunkeln e. V.
- 4-Pfotentisch e. V.
- Wupperpfoten – Haustiertafel e. V.
- Imkervereinigung Remscheid/Wuppertal-Ronsdorf-Graben

#### Hundesport
- Polizeihundeverein 1913 Elberfeld

#### Zoo-Verein
- Zoo-Verein Wuppertal e. V.

### Umwelt- und Naturschutzvereine
- Allgemeiner Deutscher Fahrrad-Club (ADFC) Kreisverband Wuppertal
- Bund für Umwelt- und Naturschutz (BUND) Kreisgruppe Wuppertal
- Gelpe Verein e. V.
- Greenpeace Gruppe Wuppertal
- Landesgemeinschaft Naturschutz und Umwelt NRW e. V.
- Naturfreunde Wuppertal e. V.
- Naturwissenschaftlicher Verein Wuppertal e. V.
- Rheinischer Verein für Denkmalpflege und Landschaftsschutz e. V. (RVDL)
- Sektion Barmen des Deutschen Alpenverein e. V.
- Sektion Elberfeld des Deutschen Alpenverein e. V.
- Förderverein der Station Natur und Umwelt e. V.
- Sielmanns Natur-Ranger Deutschland e. V.